# Lambda Ceti
Lambda Ceti (λ Cet / 91 Ceti / HD 18604) es una estrella en la constelación de Cetus, la ballena, de magnitud aparente +4,70.
En el pasado era conocida con el nombre de Menkar —aplicado tanto para esta estrella como para α Ceti—, pero hoy dicho título se utiliza para designar a esta última.
Lambda Ceti, catalogada como una gigante azul de tipo espectral B6III, es una estrella caliente cuya temperatura superficial es de 13.400 K.
Una vez considerada la importante cantidad de luz ultravioleta que emite, su luminosidad alcanza la cifra de 920 veces la luminosidad solar.
Estos valores permiten estimar su radio, 5,4 veces más grande que el del Sol, así como su masa, comprendida entre 4,5 y 4,8 masas solares.
Rota con una velocidad proyectada de 128 km/s, siendo su período de rotación inferior a 2 días.
Todos estos parámetros sugieren que más que una gigante propiamente dicha es una subgigante relativamente joven de 100 - 125 años de edad.
Se encuentra a 576 años luz de distancia del sistema solar.